# Ernie Morrison
Ernest Fredric «Ernie» Morrison (Nueva Orleans, 20 de diciembre de 1912-Lynwood, California, 24 de julio de 1989) fue un actor infantil de nacionalidad estadounidense, que actuó con el nombre artístico de Sunshine Sammy. Morrison fue el único miembro afroamericano de los East Side Kids, al igual que uno de los chicos originales de La Pandilla. Además, trabajó acompañando a Harold Lloyd y a Snub Pollard, fue comediante de cine mudo, artista de vodevil, bailarín y líder de banda.

## Biografía
Nacido en Nueva Orleans, Luisiana,  Morrison entró en el mundo del espectáculo siendo niño, al sustituir a otro actor infantil que era incapaz de dejar de llorar y gritar en el plató.
Morrison llegó a actuar junto a Harold Lloyd y Snub Pollard, dos de los más importantes cómicos de la época, en diferentes cortos de humor. Fue el primer actor afroamericano en firmar un contrato de larga duración, en su caso con el productor de comedias Hal Roach en 1919. Cuando Roach concibió en 1921 su serie La Pandilla, producción en la cual trabajaban actores infantiles en situaciones juveniles, Morrison fue el primer niño en ser reclutado. Morrison dejó la serie en 1924 para trabajar en el vodevil, género en el cual llegó a los niveles de artistas como Bud Abbott y Lou Costello o Jack Benny.
Tras viajar un tiempo en gira por Australia en compañía de Sleepy Williams, Morrison volvió a los Estados Unidos, siendo elegido por Sam Katzman para ser uno de los East Side Kids. Desde el principio, Morrison aprovechó sus experiencias en el East Side de la ciudad de Nueva York para formar el personaje de "Scruno". Pasó tres años con el grupo antes de dedicarse a otras actividades, a menudo trabajando en actuaciones promocionales junto a Huntz Hall y Bobby Jordan. Morrison dejó los Kids cuando se le ofreció la oportunidad de trabajar con el grupo The Four Step Brothers, una destacada formación de intérpretes teatrales y cinematográficos negros. 
Durante la Segunda Guerra Mundial fue alistado en el Ejército de los Estados Unidos. Tras licenciarse, le ofrecieron un papel en la serie de The Bowery Boys, que se iniciaba entonces, pero declinó la oferta.
Morrison finalmente dejó el mundo del espectáculo y acabó trabajando en una fábrica de piezas aeronáuticas, aparentemente sin tener problemas financieros. En años posteriores se le pudo ver como invitado en la serie Good Times.
Ernie Morrison falleció a causa de un cáncer en Lynwood (California) el 24 de julio de 1989. Fue enterrado en el Cementerio Inglewood Park de Inglewood (California).

## Selección de su filmografía
| Año  | Título                                   | Papel                           | Observaciones                           |
| ---- | ---------------------------------------- | ------------------------------- | --------------------------------------- |
| 1916 | The Soul of a Child                      |                                 | Sin créditos                            |
| 1918 | Dolly's Vacation                         | Ebenezer Eczema Abraham White   | Acreditado como Sambo                   |
| 1919 | The Little Diplomat                      | George Washington Jones, Jr.    | Acreditado como Little Sambo            |
| 1920 | Waltz Me Around                          |                                 | Acreditado como Sunshine Sammy Morrison |
| 1921 | Rush Orders                              | Narcissus                       | Acreditado como Sunshine Sammy Morrison |
| 1922 | One Terrible Day                         | Booker T.                       |                                         |
| 1923 | No Noise                                 | Sunshine Sammy                  |                                         |
| 1924 | Fast Company                             | Sunshine Sammy                  |                                         |
| 1926 | Between Meals                            | Necesitado                      | Acreditado como Sunshine Sammy Morrison |
| 1940 | I Can't Give You Anything But Love, Baby | Joe                             | Acreditado como Sammy Morrison          |
| 1941 | Spooks Run Wild                          | Scruno                          | Acreditado como Sunshine Sammy Morrison |
| 1942 | Let's Get Tough!                         | Scruno                          | Acreditado como Sunshine Sammy Morrison |
| 1943 | Clancy Street Boys                       | Scruno                          | Acreditado como Sammy Morrison          |
| 1944 | Greenwich Village                        | Uno de los cuatro Step Brothers | Sin créditos                            |
| 1974 | Good Times                               | Mensajero                       | Episodio: "The TV Commercial"           |